# Virucida
Un virucida è un prodotto utilizzato per distruggere o inattivare i virus. I virucidi sono compresi nella categoria dei biocidi; tuttavia non è corretto, come si fa di consueto, dire che siano in grado di uccidere i virus poiché queste entità biologiche, non possedendo un proprio metabolismo, non possono essere considerati come esseri viventi in senso stretto. Diversi disinfettanti hanno un'azione virucida, inattivando i virus presenti nell'ambiente. I virucidi differiscono dagli antivirali, che sono farmaci che inibiscono lo sviluppo dei virus nell'organismo.